# ويليام دانيلز
ويليام دانيّلز (بالإنجليزية: William H. Daniels)‏ هو مصور سينمائي ومنتج أفلام أمريكي، ولد في 1 ديسمبر 1901 في كليفلاند في الولايات المتحدة، وتوفي في 14 يونيو 1970 في لوس أنجلوس في الولايات المتحدة.

## وصلات خارجية
- ويليام دانيلز على موقع IMDb (الإنجليزية)
- ويليام دانيلز على موقع ألو سيني (الفرنسية)
- ويليام دانيلز على موقع أول موفي (الإنجليزية)
- ويليام دانيلز على موقع قاعدة بيانات الأفلام السويدية (السويدية)
- ويليام دانيلز على موقع قاعدة بيانات الفيلم (الإنجليزية)
- ويليام دانيلز على موقع كينوبويسك (الروسية)